# Doctor Who
Doctor Who (anteriormente conocida como Doctor Misterio en algunos países de Latinoamérica) es una serie de televisión británica de ciencia ficción producida por la BBC. Está dividida en dos etapas: la denominada serie clásica, emitida entre 1963 y 1989, y la serie moderna, iniciada en 2005 y que continúa emitiéndose en la actualidad. Forma parte también de la serie oficial una película para televisión emitida en 1996 titulada Doctor Who: La película producida entre Reino Unido, Estados Unidos y Canadá.
La serie narra las aventuras de un Señor del Tiempo conocido como «el Doctor», que explora el universo en su TARDIS, una nave espacial con consciencia propia capaz de viajar a través del tiempo y el espacio. Por fuera, parece una cabina de policía azul, que era un elemento común de las calles del Reino Unido cuando la serie comenzó en 1963. Con la ayuda de distintos acompañantes, el Doctor se enfrenta a una variedad de enemigos mientras salva civilizaciones, visita tanto el pasado como el futuro, ayuda a gente común y corrige injusticias.
Doctor Who figura en el Libro Guinness de los Récords como la serie de televisión de ciencia ficción de mayor duración del mundo y es también un icono de la cultura popular británica. Ha sido reconocida por sus historias imaginativas, efectos especiales creativos de bajo costo durante la serie original y el uso pionero de la música electrónica. A lo largo de sus 60 años de historia, se ha convertido en una serie de culto que ha influido en varias generaciones de profesionales de la televisión británica. Ha recibido el reconocimiento por parte tanto de crítica como de público como uno de los mejores programas británicos de televisión, ganando un BAFTA a la Mejor serie dramática en 2006, varios Premios Hugo y varios National Television Awards. Doctor Who también ha creado varios productos derivados, como las series de televisión Torchwood o The Sarah Jane Adventures, el episodio piloto K-9 and Company y una infinidad de novelas, audiolibros, videojuegos, recopilatorios de la banda sonora de la serie en discos compactos, cómics y juguetes.
La serie original se producía en el BBC Television Centre de Londres y cesó su realización en 1989. Posteriormente se filmó una película en 1996, que se produjo en Canadá con el objetivo de relanzar la serie con capital de BBC y Universal, pero la baja audiencia que recibió en Estados Unidos no propició la producción de una nueva serie. Finalmente, la serie moderna vería la luz el 26 de marzo de 2005, con producción de BBC Wales y la Canadian Broadcasting Corporation (CBC) y Cardiff como principal lugar de rodaje.

## Argumento
La historia comienza en Londres, en el año 1960. Dos profesores del instituto Coal Hill, Ian Chesterton y Barbara Wright, están extrañados por el comportamiento de una alumna común, que parece mostrar conocimientos más allá de los que una chica de 15 años como ella debería tener, a la vez que muestra una extraña torpeza absoluta en otras materias que contrasta con esas aparentes dotes intelectuales que posee. Susan, que vive con su abuelo, se niega a que su profesora la visite en su casa para hablar con él, ya que su abuelo no soporta a los extraños, y cuando Barbara intentó ir por su cuenta a la dirección, allí solo había un viejo depósito de chatarra. Así pues, Ian y Barbara deciden una tarde seguir a Susan a la salida del instituto, observando que entra en el depósito y no sale. Preocupados, entran tras ella y no la encuentran. En su lugar, entre multitud de trastos viejos, solo encuentran una cabina de policía, lo que les extraña, ya que estas cabinas suelen estar en la calle y no dentro de edificios.
Entonces irrumpe un anciano en el lugar, y cuando le preguntan sobre Susan, él contesta con evasivas. Al oír a Susan dentro de la cabina, irrumpen dentro de ella, y descubren que se trata de una especie de nave espacial, muchísimo más grande por dentro que por fuera. El anciano, únicamente conocido como el Doctor, resulta ser el abuelo de Susan, y revela que su nieta y él son alienígenas de otro mundo y otro tiempo y que hace tiempo huyeron de su planeta en esa nave, la TARDIS (siglas de "Time And Relative Dimension In Space", "Tiempo y dimensión relativa en el espacio"), capaz de viajar en el espacio y el tiempo, aunque tenían la intención de regresar algún día. Al no poder dejar marchar a Ian y Barbara por miedo a que revelen a la gente el secreto de la TARDIS, el Doctor decide despegar, llevándoselos secuestrados. El dispositivo de dirección de la TARDIS está estropeado, por lo que el Doctor no puede controlar el lugar ni la época en que aterrizarán, así que no puede devolver a Ian y Barbara a su época por más que quiera, y debe conformarse con ir saltando aleatoriamente de un destino a otro esperando tener suerte de aterrizar de nuevo en la Tierra del siglo XX algún día. Es así como arranca una serie de viajes en el espacio y el tiempo en la cual el Doctor y sus acompañantes visitan distintas épocas pasadas, presentes y futuras de la Tierra y de otros mundos, viviendo muchas aventuras, y conociendo a múltiples aliados y enemigos.

## Historia
Doctor Who se estrenó en BBC Television, actual BBC One, el 23 de noviembre de 1963 a las 17:15 (GMT), tras discusiones y planificaciones que habían durado un año. Sydney Newman, de BBC Drama, fue el responsable principal de su desarrollo, con las contribuciones del Jefe del Departamento de Guiones, Donald Wilson, el escritor Anthony Coburn, el editor David Whitaker y la productora inicial Verity Lambert. El tema musical del título fue compuesto por Ron Grainer, y producido y arreglado por Delia Derbyshire del BBC Radiophonic Workshop. Se intentó que el programa fuese interesante para niños y adultos.
El departamento de dramáticos de la división de series produjo el programa durante 26 temporadas, emitidas por BBC One, lo que se conoce como la "serie clásica", a lo largo de las cuales desfilaron siete actores interpretando las siete primeras encarnaciones del protagonista. A partir de los ochenta se inició una decadencia en el éxito de la serie. Las cifras de audiencia en descenso, un deterioro en la percepción del público del programa y un horario de emisión menos destacado provocaron que Jonathan Powell, entonces director de BBC One, decidiera paralizar la producción de la serie en 1989. Aunque a todos los efectos estaba cancelada, como la última coprotagonista Sophie Aldred mencionó en el documental Doctor Who: More Than 30 Years in the TARDIS, la BBC mantenía que la serie solo estaba en pausa y que el programa regresaría tarde o temprano.
Aunque la producción interna había cesado, la BBC comenzó a buscar una compañía de producción independiente para relanzar la serie. Philip Segal, que trabajaba para la sección de televisión de Columbia Pictures en los Estados Unidos, hizo una propuesta a la BBC acerca de la serie. Las negociaciones de Segal culminaron en la creación de una película para televisión. Doctor Who: La película se emitió por Fox Network y BBC One en 1996 como una coproducción entre Fox, Universal Pictures, BBC y BBC Worldwide. Tal película hacía las veces de episodio piloto para una hipotética nueva serie que se tenía planeado desarrollar siguiendo el mismo esquema de coproducción y que hubiera estado protagonizada por el octavo intérprete del Doctor tras haberse producido el relevo en la película entre la última encarnación clásica del mismo y él. Sin embargo, aunque la película fue un éxito rotundo de audiencia en el Reino Unido con 9,1 millones de espectadores, no ocurrió lo mismo en Estados Unidos, lo que hizo perder el interés a Fox y Universal, cancelándose la propuesta de serie.
Entretanto, productos licenciados como novelas, audiodramáticos y una serie de animación no dejaron de proporcionar nuevas historias, pero el programa de televisión Doctor Who permaneció inactivo hasta 2003. En septiembre de ese año, BBC Television anunció la producción interna de una nueva serie, una vez expirados los antiguos compromisos con Fox y Universal y recuperados todos los derechos de la franquicia. La nueva serie sería producida por el escritor Russell T Davies y la directora de dramáticos de BBC Wales, Julie Gardner. 

### Doctor Who en elsigloXXI
La serie moderna debutó en BBC One el 26 de marzo de 2005 —comenzando con la novena encarnación del protagonista interpretada por Christopher Eccleston y Billie Piper como su acompañante Rose Tyler— y el programa se vendió a otros países. Con el rotundo éxito de audiencia del primer episodio, Rose, con más de 10 millones de espectadores, la BBC encargó inmediatamente dos temporadas más, ya protagonizadas por el décimo actor en el papel principal, David Tennant, y se constituyó la tradición de hacer un episodio especial navideño cada año, además de seguir encargándose temporadas anuales. Tennant debutó en la serie en la escena de regeneración del último capítulo de la primera temporada el 18 de junio de 2005, y más extensamente con un especial navideño el 25 de diciembre de 2005, mientras que la segunda temporada se iniciaba el 15 de abril de 2006. En la tercera temporada, que comenzó el 31 de marzo de 2007 en BBC One, a David Tennant se le uniría Freema Agyeman como su compañera Martha Jones quien a su vez sería sustituida en 2008 por Catherine Tate interpretando a Donna Noble, personaje que ya había aparecido en el especial de Navidad de 2006.
A finales de 2008, David Tennant anunció en directo en la emisión de los National Television Awards que cuando la serie regresara en 2010, él no formaría parte de ella. Russel T Davies también abandonó la producción, no sin antes crear y rodar con Tennant como protagonista, cinco especiales durante 2009 para narrar la transición entre el final de la temporada de 2008 y el principio de la de 2010, así como para dar la salida al Décimo Doctor y recibir al nuevo Undécimo Doctor, el joven Matt Smith, cuya primera aparición se produjo en el último de estos especiales, El fin del tiempo. Tennant también hizo una aparición como invitado en la serie spin-off de Doctor Who, The Sarah Jane Adventures, en el episodio The Wedding of Sarah Jane Smith, que, aunque se emitió antes de El fin del tiempo, se rodó posteriormente a este, y por tanto constituye la última grabación de David Tennant como Doctor titular.
El 3 de abril de 2010 se estrenó la quinta temporada de la serie, presentando oficialmente al nuevo Doctor con Karen Gillan interpretando a su acompañante, Amy Pond, a los que se uniría el prometido y después marido de ésta, Rory Williams (Arthur Darvill) a mitad de la misma temporada. Gillan y Darvill dejaron la serie el 29 de septiembre de 2012, al final de la primera parte de la séptima temporada, y Jenna Coleman se convirtió en la nueva acompañante del Doctor, Clara Oswald, a partir del especial navideño del mismo año.
En 2013, con motivo del 50 aniversario de la serie, BBC produjo un episodio especial de la serie en 3D titulado El día del Doctor, (protagonizado por Matt Smith, Jenna Coleman, David Tennant, Billie Piper y el veterano actor John Hurt y en el que Tom Baker volvió a interpretar un papel en la serie) así como un docudrama llamado An Adventure in Space and Time sobre los orígenes de la producción de la ficción, con David Bradley interpretando al actor William Hartnell. Ambos se emitieron en otoño del mismo año, con el especial 3D estrenándose además en más de 1500 salas de cine y emitido simultáneamente en 94 países, consumando así un nuevo récord Guiness para la serie.
El 1 de junio de 2013, Matt Smith anunció que no estaría presente en la octava temporada de la serie, y que abandonaría Doctor Who en el especial de Navidad de 2013. La identidad del actor que le sucedió como el Duodécimo Doctor a partir de ese mismo especial se dio a conocer en un programa especial emitido en directo en BBC One titulado Doctor Who Live: The Next Doctor, el 4 de agosto de 2013. Allí se reveló que el Duodécimo Doctor sería Peter Capaldi, que ya había aparecido anteriormente en la serie en el episodio Los fuegos de Pompeya. Peter Capaldi pilotó la TARDIS desde el año 2014 hasta el 1 de julio de 2017, pues según dejó trascender el carismático actor, esa sería su última temporada . La Decimotercera Doctora, Jodie Whittaker, ha protagonizado las temporadas 11, 12 y 13. El 8 de mayo de 2022 la BBC anunció que Ncuti Gatwa se convertirá en la decimocuarta encarnación del Doctor; asumió el papel una vez que Jodie Whittaker dejó el rol a finales de 2022.

### Conciencia pública

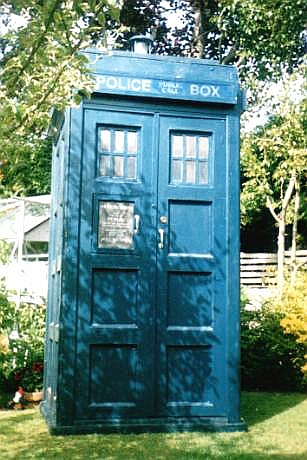
La TARDIS tiene forma externa de cabina de policía.

Se ha sugerido que la emisión del primer episodio fue retrasado diez minutos por la extensión de los informativos debido a la cobertura de asesinato del presidente de los Estados Unidos John F. Kennedy, que sucedió el día anterior; mientras que de hecho, fueron solo ochenta segundos de retraso.Debido a que se cree que la cobertura de los acontecimientos del asesinato, así como una serie de apagones en todo el país, pudo haber causado que demasiados espectadores se perdiesen esta introducción a una nueva serie, la BBC transmitió de nuevo el primer episodio el 30 de noviembre de 1963, antes de la emisión del segundo episodio.
El programa se convirtió rápidamente en una institución nacional y tema de innumerables bromas, menciones en periódicos u otras referencias de la cultura popular británica. Actores de renombre se ofrecían a aparecer como estrellas invitadas en varias historias.
Sin embargo, con la popularidad llegó la controversia sobre la idoneidad del programa para los niños. La defensora de la moral Mary Whitehouse hizo una serie de quejas a la BBC durante la década de los setenta sobre su contenido espantoso o sangriento. Sus acciones, sin embargo, hicieron al programa más popular, especialmente entre los niños. John Nathan-Turner, que produjo la serie durante los años ochenta, observaba cómo los comentarios de Whitehouse influían en los niveles de audiencia que se incrementaban poco después de realizarlos. Durante los setenta, Radio Times, la revista de eventos de la BBC, anunció que una madre dijo que la música del título había asustado a su hijo. Aunque Radio Times pidió perdón, la música del título permaneció.
Hubo más quejas sobre el contenido del programa. Durante la segunda temporada de Jon Pertwee como el Tercer Doctor, en el serial Terror of the Autons (1971), imágenes de muñecos de plástico, narcisos matando a víctimas confiadas y androides disfrazados de policías marcaron la cumbre de la habilidad del programa para asustar a los niños. Otro momento que destacó especialmente por su violencia en esa década fue el intento de asesinato contra el Doctor en The Deadly Assassin (1976) cuando le hundieron la cabeza bajo el agua para crear un cliffhanger al final de un episodio, y también fue motivo de protesta un supuesto retrato negativo de los chinos en The Talons of Weng-Chiang (1977).
Una encuesta de audiencia de la BBC realizada en 1972 en la que su definición de violencia como "cualquier acto que puede causar daño físico o psicológico, dolor o muerte a personas, animales o propiedades, ya sea intencionadas o accidentales", mostró que Doctor Who era el programa dramático más violento de todos los que habían producido. El mismo informe señaló que el 3% de la audiencia pensaba que el programa era "muy inadecuado" para verlo en familia. Sin embargo, en respuesta a la encuesta de The Times, el periodista Philip Howard sostuvo que "comparar la violencia de Dr. Who, engendrada por una risotada de una pesadilla, con la violencia más real de otras series de televisión, donde actores que parecen seres humanos sangran pintura que parece sangre, es como comparar el Monopoly con el mercado inmobiliario de Londres: ambas son fantasías, pero pueden tomarse seriamente".
La imagen de la máquina de tiempo del protagonista, la TARDIS, se convirtió en un icono en la cultura británica. En 1996, la BBC registró como marca comercial el diseño de cabina de policía azul para el merchandising asociado con Doctor Who. En 1998, la Policía Metropolitana presentó una objeción a la petición de marca registrada, y en 2002 la Oficina de Patentes dictaminó a favor de la BBC señalando que la imagen de la cabina de policía estaba más asociada a Doctor Who que a la propia policía. Por ejemplo, en la canción de Radiohead "Up On The Ladder", puede escucharse "I'm stuck in the TARDIS" (Estoy atrapado en la TARDIS).
La resurrección del programa en el siglo XXI se ha convertido en la pieza central de la programación del sábado en BBC One y "define al canal". Desde su regreso, Doctor Who ha recibido altas cifras en audiencia, tanto en número de tele-espectadores como en las mediciones del Índice de apreciación. En 2007, Caitlin Moran, crítico de televisión de The Times, escribió que Doctor Who es la "quinta esencia de ser británico". El director Steven Spielberg ha comentado que "el mundo sería un lugar más pobre sin Doctor Who".

## Episodios
Doctor Who se emitió originalmente durante 26 temporadas en BBC1, desde el 23 de noviembre de 1963 al 6 de diciembre de 1989. Durante la emisión original, cada episodio semanal formaba parte de una historia o serial, generalmente de cuatro a seis partes en los primeros años y de tres a cuatro partes más tarde. Hay tres excepciones notables: la épica The Daleks' Master Plan que se emitió en 12 episodios más un episodio de lanzamiento, Mission to the Unknown, donde no aparecía el reparto regular; el serial The War Games de 10 episodios; y The Trial of a Time Lord que duró 14 episodios, que contenía cuatro historias a veces referidas de forma individual y conectadas por secuencias enmarcadas durante la temporada 23. Ocasionalmente, los seriales estaban conectados de forma indirecta por un argumento como la búsqueda en la temporada 16 en The Key of Time.
El programa pretendía ser educativo y para ser visto en familia en horario de tarde de sábados. Inicialmente, se alternaban historias en el pasado para enseñar historia a la audiencia joven con historias en el futuro para enseñar sobre ciencia. Esto se reflejaba en los compañeros originales del Doctor, uno era un profesor de ciencia y la otra una profesora de historia. Sin embargo, las historias de ciencia ficción empezaron a dominar el programa y los históricos, que no eran populares en el equipo de producción, se eliminaron tras el serial The Highlanders (1967). Mientras el programa continuó utilizando escenarios históricos, se utilizaban generalmente como telón de fondo para cuentos de ciencia ficción, con la excepción del serial Black Orchid ambientado en el Reino Unido de 1920.
Las primeras historias tenían una naturaleza más parecida al serial, con el relato de una historia fluyendo a la siguiente, y cada episodio tenía su propio título, aunque producidos como distintas historias con sus propios códigos de producción. Tras The Gunfighters (1966), cada serial recibió su propio título, y las partes individuales solo eran asignadas como números de episodio. Entre los guionistas de la serie original se encontraban Terry Nation, Henry Lincoln, Douglas Adams, Robert Holmes, Terrance Dicks, Dennis Spooner, Eric Saward, Malcolm Hulke, Christopher H. Bidmead, Stephen Gallagher, Brian Hayles, Chris Boucher, Peter Grimwade, Marc Platt y Ben Aaronovitch.
El formato de serial cambió con su reaparición de 2005, en el que las series duraban en 13 episodios de 45 minutos. Esto incluye tres episodios en dos partes y un argumento por temporada que utiliza los elementos para unirlos al final de la temporada. Como en las primeras temporadas del programa original, los episodios de dos partes tienen títulos separados.
Desde 1963 se han emitido 845 episodios de Doctor Who, variando desde el formato más común de episodios de 25 minutos hasta los episodios de 45 minutos para la única temporada de 1985 y la nueva serie de 2005, dos producciones de largometraje, The Five Doctors de 1983 y la película para televisión de 1996, y seis especiales de Navidad de 60 minutos. Doctor Who sobrepasó a la saga Star Trek, con 726 episodios en cinco programas, en su tercer episodio de la serie de 2007.

### Episodios perdidos
Entre 1967 y 1978, una gran cantidad del archivo audiovisual antiguo en las filmotecas y videotecas de la BBC se destruyó para dejar sitio o sencillamente se borraron las cintas para reutilizarlas y grabar otros programas encima. Doctor Who fue una de las series afectadas por esta purga, viéndose afectadas sobre todo las temporadas de los dos primeros Doctores William Hartnell y Patrick Troughton, del periodo 1963-1969, es decir, el periodo en blanco y negro, faltando muchos episodios en el archivo de esos años. De 1970 en adelante, se conservan todos los episodios, si bien algunos de ellos solo se conservaron en copias en blanco y negro.
A lo largo de los años, y gracias a que la BBC recuperó copias vendidas a países extranjeros o grabaciones en video de particulares, se han ido recuperando algunos de los episodios perdidos. Combinando esas grabaciones de inferior calidad con las copias en el archivo y mediante variadas técnicas de restauración, se ha ido recuperando poco a poco material de mejor calidad, a veces devolviendo el color a copias en blanco y negro, y otras veces restaurando la apariencia de video a las copias en celuloide de los episodios antiguos gracias al proceso VidFire. El audio de todos los episodios se recuperó gracias a grabaciones en casete de espectadores del programa. En total, teniendo en cuenta las recuperaciones y restauraciones mencionadas, en la actualidad siguen perdidos 97 de los 253 primeros episodios de la serie, lo que afecta total o parcialmente a 26 seriales de 50. En abril de 2006, el programa infantil de la BBC Blue Peter lanzó un reto para buscar los episodios perdidos con la promesa de premiar con un modelo de Dalek a escala real. La búsqueda en la actualidad sigue abierta, y de hecho los últimos descubrimientos de episodios antes perdidos datan de octubre de 2013.
Con la aprobación de la BBC, se están realizando esfuerzos para restaurar tantos episodios como sea posible con todo el material existente. La tarea comenzó a principios de los años noventa, cuando la BBC empezó a poner en venta grabaciones de audio de los seriales perdidos en casete y CD con narración adicional que supliera las imágenes. Las reconstrucciones oficiales también han aparecido en VHS y MP3 y como contenido especial en DVD. La BBC, con la ayuda del estudio de animación Cosgrove Hall, rehízo los episodios 1 y 4 de The Invasion (1968) en formato animado, utilizando las pistas de audio y las notas de escena y puesto en venta en DVD en noviembre de 2006. En 2011 se anunció que The Reign of Terror seguiría el mismo proceso, viendo la luz finalmente en enero de 2013.

## Reparto
Señal:      = Principales (Protagonistas)
Señal:      = Recurrentes
Señal:       = Apariciones especiales/Cameo

### Serie Clásica (1963-1989)
| William Hartnell   | El Doctor           | Primero             | 40 | 36 | 44 | 7  | -  | -  | -  | -  | -  | 4  | -  | -  | -  | -  | -  | -  | -  | -  | -  | -  | -  | -  | -  | -  | -  | -  | 133 |
| Richard Hundall    | El Doctor           | Primero             | -  | -  | -  | -  | -  | -  | -  | -  | -  | -  | -  | -  | -  | -  | -  | -  | -  | -  | -  | 1  | -  | -  | -  | -  | -  | -  | 1   |
| Patrick Troughton  | El Doctor           | Segundo             | -  | -  | -  | 36 | 38 | 43 | -  | -  | -  | 4  | -  | -  | -  | -  | -  | -  | -  | -  | -  | 1  | -  | -  | 3  | -  | -  | -  | 125 |
| Jon Pertwee        | El Doctor           | Tercero             | -  | -  | -  | -  | -  | -  | 25 | 25 | 26 | 26 | 26 | -  | -  | -  | -  | -  | -  | -  | -  | 1  | -  | -  | -  | -  | -  | -  | 129 |
| Tom Baker          | El Doctor           | Cuarto              | -  | -  | -  | -  | -  | -  | -  | -  | -  | -  | 1  | 20 | 26 | 26 | 26 | 26 | 20 | 28 | -  | 1  | -  | -  | -  | -  | -  | -  | 177 |
| Peter Davison      | El Doctor           | Quinto              | -  | -  | -  | -  | -  | -  | -  | -  | -  | -  | -  | -  | -  | -  | -  | -  | -  | 1  | 26 | 23 | 20 | -  | -  | -  | -  | -  | 70  |
| Colin Baker        | El Doctor           | Sexto               | -  | -  | -  | -  | -  | -  | -  | -  | -  | -  | -  | -  | -  | -  | -  | -  | -  | -  | -  | -  | 8  | 13 | 14 | -  | -  | -  | 35  |
| Sylvester McCoy    | El Doctor           | Séptimo             | -  | -  | -  | -  | -  | -  | -  | -  | -  | -  | -  | -  | -  | -  | -  | -  | -  | -  | -  | -  | -  | -  | -  | 14 | 14 | 14 | 42  |
| Carole Ann Ford    | Susan Foreman       | Susan Foreman       | 42 | 9  | -  | -  | -  | -  | -  | -  | -  | -  | -  | -  | -  | -  | -  | -  | -  | -  | -  | 1  | -  | -  | -  | -  | -  | -  | 52  |
| William Russell    | Ian Chesterton      | Ian Chesterton      | 42 | 35 | -  | -  | -  | -  | -  | -  | -  | -  | -  | -  | -  | -  | -  | -  | -  | -  | -  | -  | -  | -  | -  | -  | -  | -  | 77  |
| Jacqueline Hill    | Barbara Wright      | Barbara Wright      | 40 | 35 | -  | -  | -  | -  | -  | -  | -  | -  | -  | -  | -  | -  | -  | -  | -  | -  | -  | -  | -  | -  | -  | -  | -  | -  | 75  |
| Maureen O'Brien    | Vicki               | Vicki               | -  | 39 | 8  | -  | -  | -  | -  | -  | -  | -  | -  | -  | -  | -  | -  | -  | -  | -  | -  | -  | -  | -  | -  | -  | -  | -  | 47  |
| Peter Purves       | Steven Taylor       | Steven Taylor       | -  | 6  | 40 | -  | -  | -  | -  | -  | -  | -  | -  | -  | -  | -  | -  | -  | -  | -  | -  | -  | -  | -  | -  | -  | -  | -  | 46  |
| Adrienne Hill      | Katarina            | Katarina            | -  | -  | 5  | -  | -  | -  | -  | -  | -  | -  | -  | -  | -  | -  | -  | -  | -  | -  | -  | -  | -  | -  | -  | -  | -  | -  | 5   |
| Jean Marsh         | Sara Kingdom        | Sara Kingdom        | -  | -  | 9  | -  | -  | -  | -  | -  | -  | -  | -  | -  | -  | -  | -  | -  | -  | -  | -  | -  | -  | -  | -  | -  | -  | -  | 9   |
| Jackie Lane        | Dodo Chaplet        | Dodo Chaplet        | -  | -  | 19 | -  | -  | -  | -  | -  | -  | -  | -  | -  | -  | -  | -  | -  | -  | -  | -  | -  | -  | -  | -  | -  | -  | -  | 19  |
| Anneke Wills       | Polly               | Polly               | -  | -  | 4  | 32 | -  | -  | -  | -  | -  | -  | -  | -  | -  | -  | -  | -  | -  | -  | -  | -  | -  | -  | -  | -  | -  | -  | 36  |
| Michael Craze      | Ben Jackson         | Ben Jackson         | -  | -  | 4  | 33 | -  | -  | -  | -  | -  | -  | -  | -  | -  | -  | -  | -  | -  | -  | -  | -  | -  | -  | -  | -  | -  | -  | 37  |
| Frazer Hines       | Jamie McCrimmon     | Jamie McCrimmon     | -  | -  | -  | 29 | 40 | 44 | -  | -  | -  | -  | -  | -  | -  | -  | -  | -  | -  | -  | -  | 1  | -  | 3  | -  | -  | -  | -  | 117 |
| Deborah Watling    | Victoria Waterfield | Victoria Waterfield | -  | -  | -  | 7  | 33 | -  | -  | -  | -  | -  | -  | -  | -  | -  | -  | -  | -  | -  | -  | -  | -  | -  | -  | -  | -  | -  | 40  |
| Wendy Padbury      | Zoe Heriot          | Zoe Heriot          | -  | -  | -  | -  | 5  | 43 | -  | -  | -  | -  | -  | -  | -  | -  | -  | -  | -  | -  | -  | 1  | -  | -  | -  | -  | -  | -  | 49  |
| Caroline John      | Liz Shaw            | Liz Shaw            | -  | -  | -  | -  | -  | -  | 25 | -  | -  | -  | -  | -  | -  | -  | -  | -  | -  | -  | -  | 1  | -  | -  | -  | -  | -  | -  | 26  |
| Nicholas Courtney  | Brigadier           | Brigadier           | -  | -  | -  | -  | 4  | 8  | 25 | 21 | 9  | 10 | 10 | 4  | 4  | -  | -  | -  | -  | -  | -  | 1  | -  | -  | -  | -  | -  | 4  | 100 |
| John Levene        | Sargento Benton     | Sargento Benton     | -  | -  | -  | -  | -  | 6  | 9  | 14 | 8  | 7  | 8  | 4  | 7  | -  | -  | -  | -  | -  | -  | -  | -  | -  | -  | -  | -  | -  | 63  |
| Katy Manning       | Jo Grant            | Jo Grant            | -  | -  | -  | -  | -  | -  | -  | 25 | 26 | 26 | -  | -  | -  | -  | -  | -  | -  | -  | -  | -  | -  | -  | -  | -  | -  | -  | 77  |
| Roger Delgado      | El Amo              | El Amo              | -  | -  | -  | -  | -  | -  | -  | 21 | 12 | 4  | -  | -  | -  | -  | -  | -  | -  | -  | -  | -  | -  | -  | -  | -  | -  | -  | 37  |
| Peter Pratt        | El Amo              | El Amo              | -  | -  | -  | -  | -  | -  | -  | -  | -  | -  | -  | -  | -  | 4  | -  | -  | -  | -  | -  | -  | -  | -  | -  | -  | -  | -  | 4   |
| Geoffrey Beevers   | El Amo              | El Amo              | -  | -  | -  | -  | -  | -  | -  | -  | -  | -  | -  | -  | -  | -  | -  | -  | -  | 4  | -  | -  | -  | -  | -  | -  | -  | -  | 4   |
| Anthony Ainley     | El Amo              | El Amo              | -  | -  | -  | -  | -  | -  | -  | -  | -  | -  | -  | -  | -  | -  | -  | -  | -  | 8  | 8  | 3  | 5  | 2  | 2  | -  | -  | 3  | 31  |
| Richard Franklin   | Mike Yates          | Mike Yates          | -  | -  | -  | -  | -  | -  | -  | 19 | 7  | 3  | 11 | -  | -  | -  | -  | -  | -  | -  | -  | 1  | -  | -  | -  | -  | -  | -  | 41  |
| Elisabeth Sladen   | Sarah Jane Smith    | Sarah Jane Smith    | -  | -  | -  | -  | -  | -  | -  | -  | -  | -  | 26 | 20 | 26 | 8  | -  | -  | -  | -  | -  | 1  | -  | -  | -  | -  | -  | -  | 81  |
| Ian Marter         | Harry Sullivan      | Harry Sullivan      | -  | -  | -  | -  | -  | -  | -  | -  | -  | -  | -  | 20 | 11 | -  | -  | -  | -  | -  | -  | -  | -  | -  | -  | -  | -  | -  | 31  |
| Louise Jameson     | Leela               | Leela               | -  | -  | -  | -  | -  | -  | -  | -  | -  | -  | -  | -  | -  | 14 | 26 | -  | -  | -  | -  | -  | -  | -  | -  | -  | -  | -  | 40  |
| John Leeson        | K-9                 | K-9                 | -  | -  | -  | -  | -  | -  | -  | -  | -  | -  | -  | -  | -  | -  | 18 | 25 | -  | 14 | -  | 1  | -  | -  | -  | -  | -  | -  | 58  |
| David Brierly      | K-9                 | K-9                 | -  | -  | -  | -  | -  | -  | -  | -  | -  | -  | -  | -  | -  | -  | -  | -  | 12 | -  | -  | -  | -  | -  | -  | -  | -  | -  | 12  |
| Mary Tamm          | Romana              | I                   | -  | -  | -  | -  | -  | -  | -  | -  | -  | -  | -  | -  | -  | -  | -  | 26 | -  | -  | -  | -  | -  | -  | -  | -  | -  | -  | 26  |
| Lalla Ward         | Romana              | II                  | -  | -  | -  | -  | -  | -  | -  | -  | -  | -  | -  | -  | -  | -  | -  | -  | 20 | 20 | -  | -  | -  | -  | -  | -  | -  | -  | 40  |
| Matthew Waterhouse | Adric               | Adric               | -  | -  | -  | -  | -  | -  | -  | -  | -  | -  | -  | -  | -  | -  | -  | -  | -  | 20 | 23 | -  | 1  | -  | -  | -  | -  | -  | 44  |
| Sarah Sutton       | Nyssa               | Nyssa               | -  | -  | -  | -  | -  | -  | -  | -  | -  | -  | -  | -  | -  | -  | -  | -  | -  | 7  | 24 | 16 | 1  | -  | -  | -  | -  | -  | 48  |
| Janet Fielding     | Tegan Jovanka       | Tegan Jovanka       | -  | -  | -  | -  | -  | -  | -  | -  | -  | -  | -  | -  | -  | -  | -  | -  | -  | 4  | 26 | 23 | 13 | -  | -  | -  | -  | -  | 66  |
| Mark Strickson     | Vislor Turlough     | Vislor Turlough     | -  | -  | -  | -  | -  | -  | -  | -  | -  | -  | -  | -  | -  | -  | -  | -  | -  | -  | -  | 17 | 17 | -  | -  | -  | -  | -  | 34  |
| Gerald Flood       | Kamelion            | Kamelion            | -  | -  | -  | -  | -  | -  | -  | -  | -  | -  | -  | -  | -  | -  | -  | -  | -  | -  | -  | 2  | 3  | -  | -  | -  | -  | -  | 5   |
| Nicola Bryant      | Peri Brown          | Peri Brown          | -  | -  | -  | -  | -  | -  | -  | -  | -  | -  | -  | -  | -  | -  | -  | -  | -  | -  | -  | -  | 12 | 13 | 8  | -  | -  | -  | 33  |
| Bonnie Langford    | Mel Bush            | Mel Bush            | -  | -  | -  | -  | -  | -  | -  | -  | -  | -  | -  | -  | -  | -  | -  | -  | -  | -  | -  | -  | -  | -  | 6  | 14 | -  | -  | 20  |
| Sophie Aldred      | Ace                 | Ace                 | -  | -  | -  | -  | -  | -  | -  | -  | -  | -  | -  | -  | -  | -  | -  | -  | -  | -  | -  | -  | -  | -  | -  | 3  | 14 | 14 | 31  |

### Película (1996)
| Actor/actriz    | Personaje      | Personaje      |                 |           |         |  |
| --------------- | -------------- | -------------- | --------------- | --------- | ------- |  |
| Actor/actriz    | Personaje      | Personaje      | Sylvester McCoy | El Doctor | Séptimo |  |
| Paul McGann     | Octavo         |                |                 | El Doctor |         |  |
| Daphne Ashbrook | Grace Holloway | Grace Holloway |                 |           |         |  |
| Eric Roberts    | El Amo         | El Amo         |                 |           |         |  |
| Yee Jee Tso     | Chang Lee      | Chang Lee      |                 |           |         |  |

### Serie Moderna (2005-presente)
| Christopher Eccleston | El Doctor        | Noveno           | 13 | -  | -  | -  | - | -  | -  | -  | - | -  | -  | -  | -  | -  | - | - | - | - | 13 |
| David Tennant         | El Doctor        | Décimo           | 1  | 14 | 14 | 14 | 5 | -  | -  | -  | 1 | -  | -  | -  | -  | -  | - | - | - | - | 49 |
| David Tennant         | El Doctor        | Decimocuarto     | -  | -  | -  | -  | - | -  | -  | -  | - | -  | -  | -  | -  | -  | 1 | 3 | - | - | 4  |
| Matt Smith            | El Doctor        | Undécimo         | -  | -  | -  | -  | 1 | 13 | 14 | 15 | 2 | 1  | -  | -  | -  | -  | - | - | - | - | 46 |
| John Hurt             | El Doctor        | Guerrero         | -  | -  | -  | -  | - | -  | -  | 1  | 1 | -  | -  | -  | -  | -  | - | - | - | - | 2  |
| Peter Capaldi         | El Doctor        | Duodécimo        | -  | -  | -  | -  | - | -  | -  | -  | 2 | 12 | 14 | 14 | -  | -  | - | - | - | - | 42 |
| David Bradley         | El Doctor        | Primero          | -  | -  | -  | -  | - | -  | -  | -  | - | -  | -  | 2  | -  | -  | 1 | - | - |   | 3  |
| Jodie Whittaker       | El Doctor        | Decimotercera    | -  | -  | -  | -  | - | -  | -  | -  | - | -  | -  | 1  | 11 | 11 | 9 | - | - | 1 | 33 |
| Ncuti Gatwa           | El Doctor        | Decimoquinto     | -  | -  | -  | -  | - | -  | -  | -  | - | -  | -  | -  | -  | -  | - | 1 | 9 | 9 | 19 |
| Billie Piper          | El Doctor        | Decimosexta      | -  | -  | -  | -  | - | -  | -  | -  | - | -  | -  | -  | -  | -  | - | - | - | 1 | 1  |
| Billie Piper          | Rose Tyler       | Rose Tyler       | 13 | 14 | -  | 6  | 1 | -  | -  | -  | 1 | -  | -  | -  | -  | -  | - | - | - | - | 35 |
| John Barrowman        | Jack Harkness    | Jack Harkness    | 5  | -  | 3  | 2  | 1 | -  | -  | -  | - | -  | -  | -  | -  | 2  | - | - | - | - | 13 |
| Catherine Tate        | Donna Noble      | Donna Noble      | -  | 1  | 1  | 13 | 2 | -  | -  | -  | - | -  | -  | -  | -  | -  | - | 3 | - | - | 20 |
| Freema Agyeman        | Martha Jones     | Martha Jones     | -  | -  | 13 | 5  | 1 | -  | -  | -  | - | -  | -  | -  | -  | -  | - | - | - | - | 19 |
| Bernard Cribbins      | Wilfred Mott     | Wilfred Mott     | -  | -  | -  | 7  | 2 | -  | -  | -  | - | -  | -  | -  | -  | -  | - | 1 | - | - | 10 |
| Alex Kingston         | River Song       | River Song       | -  | -  | -  | 2  | - | 4  | 6  | 2  | - | -  | 1  | -  | -  | -  | - | - | - | - | 15 |
| Elisabeth Sladen      | Sarah Jane Smith | Sarah Jane Smith | -  | 1  | -  | 2  | 1 | -  | -  | -  | - | -  | -  | -  | -  | -  | - | - | - | - | 4  |
| Derek Jacobi          | El Amo           | El Amo           | -  | -  | 1  | -  | - | -  | -  | -  | - | -  | -  | -  | -  | -  | - | - | - | - | 1  |
| John Simm             | El Amo           | El Amo           | -  | -  | 3  | -  | 2 | -  | -  | -  | - | -  | -  | 2  | -  | -  | - | - | - | - | 7  |
| Michelle Gomez        | El Amo           | El Amo           | -  | -  | -  | -  | - | -  | -  | -  | - | 7  | 2  | 6  | -  | -  | - | - | - | - | 15 |
| Sacha Dhawan          | El Amo           | El Amo           | -  | -  | -  | -  | - | -  | -  | -  | - | -  | -  | -  | -  | 4  | 1 | - | - | - | 5  |
| Karen Gillan          | Amy Pond         | Amy Pond         | -  | -  | -  | -  | - | 13 | 14 | 6  | 1 | -  | -  | -  | -  | -  | - | - | - | - | 34 |
| Arthur Darvill        | Rory Williams    | Rory Williams    | -  | -  | -  | -  | - | 7  | 14 | 6  | - | -  | -  | -  | -  | -  | - | - | - | - | 27 |
| Jenna Coleman         | Clara Oswald     | Clara Oswald     | -  | -  | -  | -  | - | -  | -  | 10 | 2 | 12 | 14 | 1  | -  | -  | - | - | - | - | 39 |
| Matt Lucas            | Nardole          | Nardole          | -  | -  | -  | -  | - | -  | -  | -  | - | -  | 1  | 14 | -  | -  | - | - | - | - | 15 |
| Pearl Mackie          | Bill Potts       | Bill Potts       | -  | -  | -  | -  | - | -  | -  | -  | - | -  | -  | 13 | -  | -  | - | - | - | - | 13 |
| Bradley Walsh         | Graham O'Brien   | Graham O'Brien   | -  | -  | -  | -  | - | -  | -  | -  | - | -  | -  | -  | 11 | 11 | - | 1 | - | - | 23 |
| Tosin Cole            | Ryan Sinclair    | Ryan Sinclair    | -  | -  | -  | -  | - | -  | -  | -  | - | -  | -  | -  | 11 | 11 | - | - | - | - | 22 |
| Mandip Gill           | Yasmin Khan      | Yasmin Khan      | -  | -  | -  | -  | - | -  | -  | -  | - | -  | -  | -  | 11 | 11 | 6 | 3 | - | - | 31 |
| John Bishop           | Dan Lewis        | Dan Lewis        | -  | -  | -  | -  | - | -  | -  | -  | - | -  | -  | -  | -  | -  | 6 | 3 | - | - | 9  |
| Millie Gibson         | Ruby Sunday      | Ruby Sunday      | -  | -  | -  | -  | - | -  | -  | -  | - | -  | -  | -  | -  | -  | - | - | 9 | 3 | 12 |
| Varada Sethu          | Belinda Chandra  | Belinda Chandra  | -  | -  | -  | -  | - | -  | -  | -  | - | -  | -  | -  | -  | -  | - | - | - | 8 | 8  |

## Personajes

### El Doctor
El personaje de El Doctor existe desde los años sesenta, y a día de hoy aún no se sabe su nombre (El Doctor es un apodo que escogió porque es un juramento de nobleza). Lo único que se sabe hasta ahora de El Doctor es que se trata de un viajero alienígena excéntrico de gran inteligencia que lucha contra la injusticia mientras explora el tiempo y el espacio en una máquina denominada TARDIS, siglas de Time And Relative Dimension In Space (Tiempo y Dimensión Relativa en el Espacio). La TARDIS es mucho más grande en su interior que en su exterior. Debido a un fallo crónico en su sistema de mímesis, mantiene la forma de cabina de policía de la década de 1960. Es de color azul, tiene una puerta doble delantera y no posee ventanas laterales a la vista.
Otro de los objetos siempre relacionados con el Doctor es el destornillador sónico, cuya preferencia frente un arma de fuego reafirma el sentido pacifista del Doctor. Este le sirve para abrir y cerrar puertas, escanear sistemas informáticos o aparatos eléctricos, analizar materia, recoger datos, rastrear formas de vida, etc.
Al transcurrir la serie, no solo cambió la personalidad irascible y algo siniestra del Doctor a una figura más compasiva, ingeniosa y excéntrica, sino que finalmente se reveló que estaba huyendo de su propio pueblo, los Señores del Tiempo del planeta Gallifrey. Como Señor del Tiempo, el Doctor tiene la capacidad de regenerar su cuerpo cuando está cerca de la muerte, recurso que permite cambiar al actor protagonista cuando este no puede o no quiere seguir en la serie. El Doctor, como todos los Señores del Tiempo, tiene un máximo de 12 regeneraciones (13 encarnaciones), y ha realizado este proceso al menos en doce ocasiones, sin contar al Doctor de la Guerra, cuando el décimo doctor se regeneró en sí mismo y cuando consiguió un ciclo de nuevas regeneraciones completo. Cada nueva encarnación tenía su propia personalidad, gustos y habilidades.
Estos son los actores que han encarnado al Doctor en las diversas etapas de la serie por el orden del argumento:
- Primer Doctor, interpretado por William Hartnell en 29 seriales de las temporadas 1 a 4 (noviembre de 1963–octubre de 1966) y en el especial The Three Doctors, en diciembre de 1972 y enero de 1973. Tras la muerte de Hartnell en 1975, sería interpretado por Richard Hurndall en el especial The Five Doctors de 1983 y por David Bradley en el episodio de la décima temporada The Doctor Falls, en el especial de Navidad Twice Upon a Time de 2017 y brevemente en el episodio The Power of the Doctor en 2022, que cierra el ciclo de Jodie Whittaker como el Decimotercer Doctor.
- Segundo Doctor, interpretado por Patrick Troughton en 21 seriales de las temporadas 4 a 6 (noviembre de 1966–junio de 1969), en los cuatro especiales de The Three Doctors, en el especial The Five Doctors y en las tres partes del especial The Two Doctors, emitidas entre febrero y marzo de 1985.
- Tercer Doctor, interpretado por Jon Pertwee en 19 seriales de las temporadas 7 a 11 (enero de 1970–junio de 1974) y en el especial The Five Doctors.
- Cuarto Doctor, interpretado por Tom Baker en 41 seriales de las temporadas 12 a 18 (diciembre de 1974–marzo de 1981).
- Quinto Doctor, interpretado por Peter Davison en 19 seriales de las temporadas 19 a 21 (enero de 1982–marzo de 1984), en el especial The Five Doctors y el "minisodio" benéfico Choque temporal en 2007.
- Sexto Doctor, interpretado por Colin Baker en 8 seriales de las temporadas 21 a 23 (marzo de 1984–diciembre de 1986).
- Séptimo Doctor, interpretado por Sylvester McCoy en 12 seriales de las temporadas 24 a 26 (septiembre de 1987–diciembre de 1989) y en Doctor Who: La película (1996).
- Octavo Doctor, interpretado por Paul McGann en Doctor Who: La película (1996), en el minisodio La noche del Doctor (2013) y también ha hecho mucha variedad de Audio Dramas de Doctor Who en Big Finish Productions.
- Doctor Guerrero, interpretado por John Hurt en el especial del 50 aniversario El día del Doctor (2013) y como invitado al final de los episodios El nombre del Doctor y La noche del Doctor.
- Noveno Doctor, interpretado por Christopher Eccleston en los 13 episodios de la temporada 1 de la nueva serie (marzo-junio de 2005).
- Décimo Doctor, interpretado por David Tennant desde el final del último episodio de la primera temporada, en un especial de Navidad emitido en diciembre de 2005, en los 39 episodios de las temporadas 2 a 4 de la nueva serie (diciembre de 2005-julio de 2008), en los especiales de Navidad de esas temporadas, y en los cuatro especiales de 2009 (hasta el 1 de enero de 2010). Reaparece en el episodio del 50 aniversario El día del Doctor, en noviembre de 2013.
- Undécimo Doctor, interpretado por Matt Smith en los 40 episodios de las temporadas 5, 6, y 7 de la nueva serie (abril de 2010-mayo de 2013), en sus respectivos especiales de Navidad y en el especial del 50 aniversario, El día del Doctor. Su última aparición en la serie se da durante el primer episodio de la 8.ª temporada, Respira hondo (agosto de 2014), en un breve cameo.[58]
- Duodécimo Doctor, interpretado por Peter Capaldi en 41 episodios de las temporadas 8, 9 y 10 de la nueva serie (agosto de 2014-julio de 2017). El anuncio de su papel se hizo el 4 de agosto de 2013 en un especial en vivo de media hora transmitido por BBC One.
- Decimotercer Doctor, interpretado por Jodie Whittaker desde la temporada 11 hasta la 13. Whittaker fue presentada como la Decimotercera Doctora el 16 de julio y debutó en el especial navideño de 2017 "Twice Upon a Time".
- Decimocuarto Doctor, interpretado por David Tennant revelado súbitamente y para sorpresa de muchos durante los segundos finales del episodio "The Power of the Doctor". Con motivo del 60 aniversario de Doctor Who, esta versión del Doctor aparecerá en tres episodios especiales a finales de noviembre de 2023.
- Decimoquinto Doctor, interpretado por Ncuti Gatwa durante las temporadas 14 y 15, renombradas como temporada 1 y 2 por la alianza de distribución con Disney a partir de la primavera del 2024.
- Decimosexto Doctor, interpretado por Billie Piper revelada durante los segundos finales del episodio "The Reality War". Con motivo del 20 aniversario de la era moderna de Doctor Who.

Otros actores también han interpretado al Doctor (o versiones alternativas como Dr. Who), aunque raramente más de una sola vez, y nunca dentro de la continuidad oficial de la serie. Algunos actores conocidos que han actuado como el Doctor son Peter Cushing en las películas Dr. Who and the Daleks (1965) y Daleks - Invasion Earth: 2150 A.D. (1966), Rowan Atkinson en un especial humorístico de cuatro episodios de 1999 como Noveno Doctor, y Hugh Grant como Duodécimo Doctor en el mismo especial.
A lo largo de la serie, se han hecho revelaciones controvertidas sobre el Doctor: en el serial The Brain of Morbius (1976) se sugiere ambiguamente que el Primer Doctor puede no haber sido la primera encarnación del Doctor (aunque esta posibilidad se desmintió en sucesivas ocasiones a partir de The Five Doctors en adelante); durante la época del Séptimo Doctor se insinuó que el Doctor era más que un Señor del Tiempo ordinario (asunto que no llegó a concretarse tras la cancelación de la serie) y en la película de 1996 se reveló que el Doctor era medio humano por su parte materna (algo que no se volvió a mencionar en la serie moderna). En el primer episodio, An Unearthly Child, se muestra que el Doctor tiene una nieta, y en Temedla (2006) y La hija del Doctor (2008) el Doctor menciona que una vez fue padre. La serie de 2005 reveló que el Noveno Doctor era el único Señor del Tiempo superviviente conocido y su planeta natal había sido destruido en la "Guerra del Tiempo" que se dio entre los Daleks y los Señores del tiempo.
En el especial El fin del tiempo emitido en Navidad de 2009 y año nuevo de 2010, interpretado por David Tennant, se dice que en realidad su planeta no fue destruido y que el resto de Señores del Tiempo no están muertos, sino atrapados en un bucle temporal cuando se desató la Guerra del Tiempo. De ese bucle temporal no puede entrar ni salir nada. El Doctor es el único Señor del Tiempo que quedó fuera de ese bucle temporal y se puede mover con total libertad por el universo, pero desde la guerra no ha vuelto a ver a nadie de su especie con la excepción de El Amo.
Después, en el especial del 50 aniversario, El día del Doctor, se reveló la realidad sobre Gallifrey, que no fue destruido, sino que en el último momento el Undécimo Doctor cambió el pasado y salvó Gallifrey, encerrándolo en un punto desconocido del espacio y el tiempo, gracias a una acción conjunta de las trece encarnaciones del Doctor y sus respectivas TARDIS. Sin embargo, el desfase de líneas temporales que provocó esta acción hizo que el Doctor Guerrero, al regresar en la TARDIS a su propia línea temporal, olvidara todo lo sucedido y se plasmara en su mente la línea temporal alternativa en la que destruyó Gallifrey, y este recuerdo se transmitió a las encarnaciones posteriores, el Noveno, Décimo y Undécimo Doctor. Por su parte, el Décimo Doctor también olvidó lo sucedido, por lo que el Undécimo siguió sin conservar recuerdo de la realidad, hasta el momento en que viviría en persona lo sucedido, esta vez reteniéndolo en su mente al formar parte de su propia línea temporal.

### Cambios de apariencia
Los productores de la serie introducen el término regeneración para hacer posible el cambio de actores a lo largo de la serie. Esto apareció debido a la frágil salud de William Hartnell. Pero este término no se empieza a usar hasta la tercera regeneración del doctor, ya que el primero lo describe como una "renovación", y el segundo como un "cambio de apariencia". Esta nueva herramienta ha permitido el cambio de actores que interpretan al Doctor a lo largo de la historia de la serie, además de la representación de algunos doctores alternativos del pasado o del futuro de la historia del personaje.
Para la historia del doctor se ha establecido que el Doctor solo se puede regenerar 12 veces de sus 13 encarnaciones. Esto se topó con un problema, y era el momento en que el Doctor se tuviera que regenerar por última vez, pero en el episodio "The Time of the Doctor" (2013), muestran al Doctor adquiriendo un nuevo ciclo de regeneraciones, empezando por el 12.º Doctor debido a que el 11.º Doctor es en realidad la duodécima reencarnación del Doctor del set original de regeneraciones.
La idea de que una mujer encarne alguna de las regeneraciones del Doctor ha pasado por la mente de la productora muchas veces, pero no es hasta 2017 cuando Jodie Whittaker es seleccionada para encarnar a la 13.º Doctora. A pesar de que es la primera encarnación femenina del Doctor, ya hemos visto la capacidad de regeneración a cualquier sexo de los Señores del Tiempo cuando "El Amo" pasó a ser Missy, interpretada por Michelle Gomez.

### Acompañantes

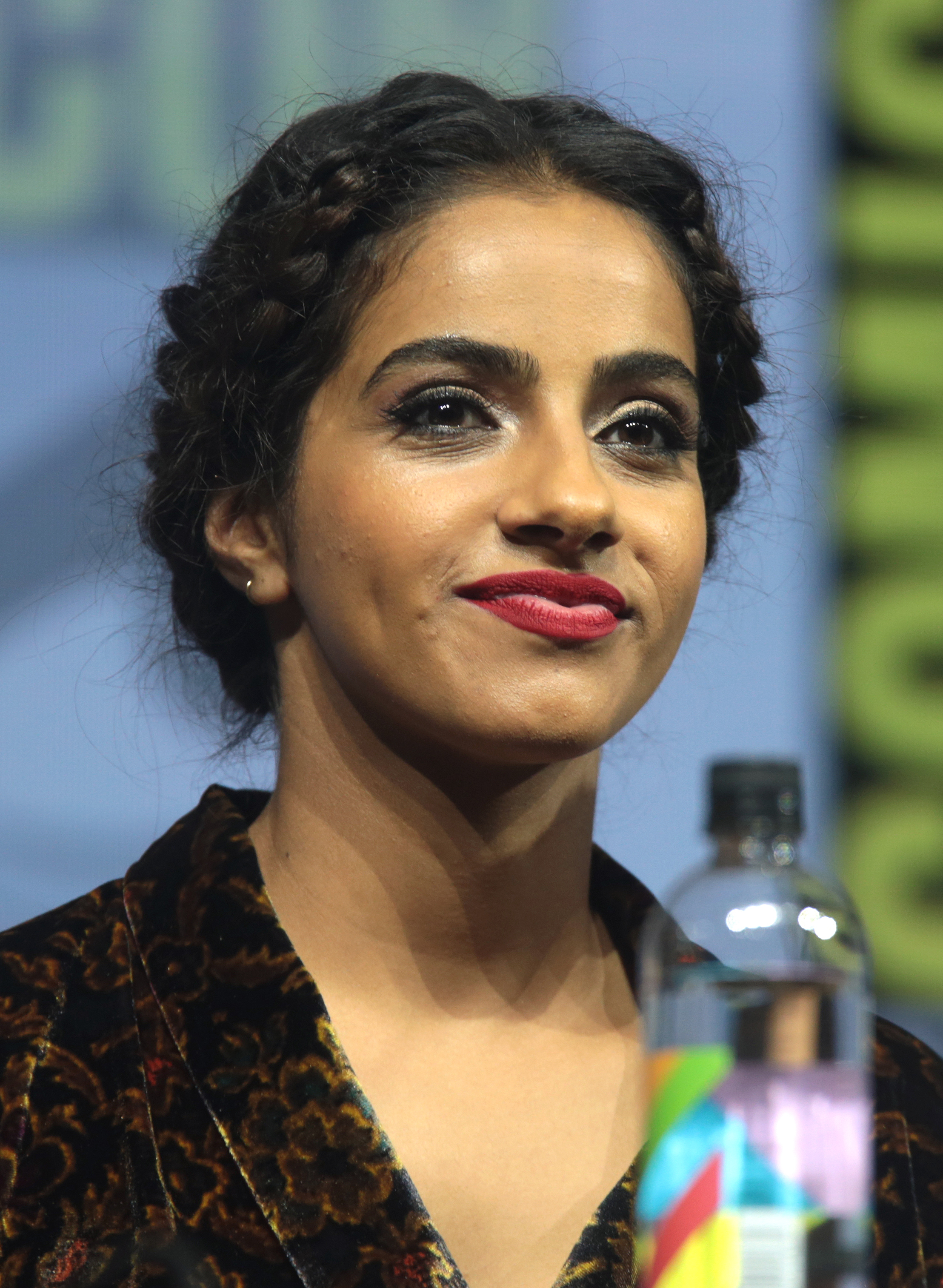
Mandip Gill, intérprete de Yasmin Khan, la acompañante del decimotercer Doctor.

El Doctor casi siempre comparte sus aventuras con acompañantes y desde 1963 más de 35 actores y actrices han figurado en ese papel, generalmente humanos. Una de las tareas de la figura del acompañante es la de recordar al Doctor su "deber moral". Los compañeros originales del Primer Doctor fueron su nieta Susan Foreman (Carole Ann Ford) y dos profesores de escuela, Barbara Wright e Ian Chesterton (Jacqueline Hill y William Russell, respectivamente). La única historia de la serie clásica en la que el Doctor viaja solo es The Deadly Assassin (1976). Algunos acompañantes notables de la serie de 1963 son Romana (Mary Tamm y Lalla Ward), una Señora del tiempo; Sarah Jane Smith (Elisabeth Sladen); y Jo Grant (Katy Manning). Tras la vuelta a producción de la serie, en 2005 los compañeros del Noveno y Décimo Doctor fueron Rose Tyler (Billie Piper), ocasionalmente Mickey Smith (Noel Clarke) y el Capitán Jack Harness (John Barrowman). Además de los anteriores, el Décimo Doctor ha tenido otros acompañantes, notablemente Martha Jones (Freema Agyeman) y Donna Noble (Catherine Tate). El Undécimo Doctor (Matt Smith) empezó sus aventuras con la pareja formada por Amy Pond (Karen Gillan) y Rory Williams (Arthur Darvill) para luego ser acompañados ocasionalmente por River Song (Alex Kingston). Tras esta pareja de acompañantes llegó Clara Oswald (Jenna Coleman), la última acompañante del Undécimo y la primera compañera de viajes del Duodécimo Doctor. En la última temporada, estaba corriendo aventuras con el doctor Bill Potts interpretada por Pearl Mackie.
El propósito del acompañante es proporcionar un elemento con el que la audiencia se pueda identificar, descubrir información sobre el Doctor, que actúa como una misteriosa figura paterna y hacer avanzar la historia realizando preguntas o metiéndose en problemas. El Doctor generalmente encuentra nuevos acompañantes y pierde los antiguos, algunas veces para regresar a su hogar o buscar nuevas causas en mundos que han visitado, y en ocasiones han muerto durante el curso de la serie.
El término utilizado por la prensa es "acompañante" o "compañero/a". La serie no utiliza el término consistentemente y a menudo se presentan como amigos del Doctor. En la serie de 2005, el Noveno Doctor afirmó que "utiliza a Rose Tyler (Billie Piper) como su acompañante". A pesar del hecho de que la mayoría de los acompañantes del Doctor son mujeres jóvenes y atractivas, la producción de la serie original mantuvo un tabú sobre cualquier tipo de relación romántica, que se rompió de forma controvertida en la película de 1996, cuando el Octavo Doctor besó a su compañera Grace Holloway (Daphne Ashbrook). En la serie de 2005 se jugó con la idea de que varios personajes pensaban que el Noveno Doctor y Rose eran una pareja, algo que desmentían, aunque se sugirió lo contrario al final de la temporada y en los siguientes episodios, ya con el Décimo Doctor. De hecho, el Doctor ha protagonizado varios besos en muchos episodios de la serie moderna.
Antiguos acompañantes han reaparecido en la serie, normalmente en especiales de aniversario. La antigua acompañante, Sarah Jane Smith (Elisabeth Sladen) junto con el perro robótico K-9, reapareció en el episodio de la serie moderna Reunión escolar de 2006, más de 20 años desde su anterior aparición en el episodio del vigésimo aniversario The Five Doctors (1983). Sladen siguió apareciendo regularmente desde entonces en la serie y protagonizó su propia serie derivada, titulada The Sarah Jane Adventures.
En algunas ocasiones, los actores que interpretan a los acompañantes han aparecido en la serie antes de ser personajes regulares. En la temporada de 2007, Freema Agyeman interpreta a Martha Jones, una estudiante de medicina y acompañante del Décimo Doctor. Agyeman apareció anteriormente en la serie en el episodio El ejército de fantasmas, interpretando a otro personaje. La acompañante del Doctor en la siguiente temporada es Donna Noble, interpretada por Catherine Tate, que aparece por primera vez en el especial de Navidad de 2006 La novia fugitiva vestida de novia, tras haber sido arrastrada por accidente fuera de su boda hasta la TARDIS, con el Doctor tratando por todos los medios de devolverla al lugar donde pertenece. Los primeros acompañantes del Undécimo Doctor fueron Amy Pond (Karen Gillan), Rory Williams (Arthur Darvill) y ocasionalmente River Song (Alex Kingston), cuya identidad y relación con el resto de personajes se convierte en uno de los misterios de la trama, finalmente desvelado a mediados de la sexta temporada. Kingston interpretó el personaje de River Song previamente en los episodios del Décimo Doctor Silencio en la biblioteca / El bosque de los muertos. Karen Gillan también había aparecido en un episodio anterior (Los fuegos de Pompeya), aunque al igual que Freema Agyeman, interpretando otro papel. La acompañante actual del Doctor, Clara, interpretada por Jenna Coleman, también apareció en la serie antes de debutar como acompañante a tiempo completo, actuando en los episodios El manicomio de los Daleks y Los hombres de nieve. No obstante, en esta ocasión sus apariciones previas son intencionadas y forman parte de un arco argumental de la serie. La última acompañante del Doctor era Bill Potts interpretada por la actriz Pearl Mackie, quien pasó a ser la primera acompañante abiertamente homosexual. Parte del Doctor al fin de la última temporada para viajar con su novia, Heather.
Al final de la temporada 10 tiene lugar la nueva regeneración de El Doctor, dando fin al ciclo donde el personaje es interpretado por el actor Peter Capaldi. Para sorpresa de muchos y, adecuándose a una nueva tendencia a nivel mundial, donde se redefine el papel de la mujer en la sociedad, la nueva identidad de El Doctor, por primera vez en su historia, es dada por una mujer: la actriz Jodie Whittaker.

### Adversarios

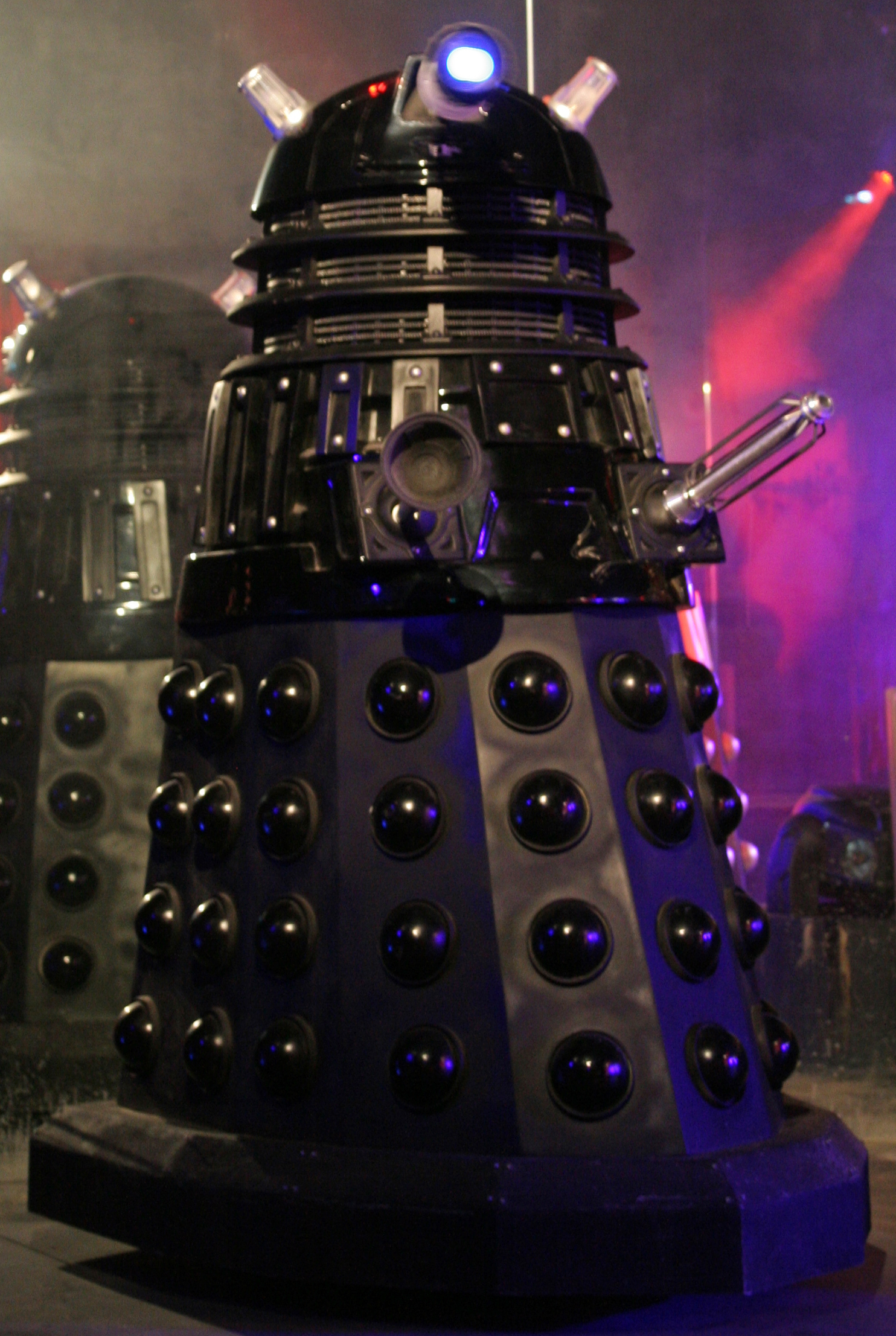
Un Dalek de la serie renovada.

Cuando Sydney Newman encargó la serie, especificó que no quería perpetuar el cliché del monstruo de ojos de insecto de la ciencia ficción. Sin embargo, los monstruos se convirtieron en algo básico en Doctor Who desde su comienzo y fueron populares entre la audiencia.
Algunos adversarios notables del Doctor son Autones, los Cybermen, los Sontaran, los Demonios Marinos, los Guerreros de Hielo, los Yetis, los Silurians, los ángeles llorosos, los Slitheens y el Amo. Sin embargo, de todos los monstruos y villanos, los más representativos de la serie son los Daleks, seres mutantes con una armadura mecánica del planeta Skaro; lo que les da apariencia de máquinas. Se les reconoce por su voz metálica y su grito: "¡Exterminar!", que pronuncian repetidamente. Davros, el creador de los Daleks, también se convirtió en un villano recurrente tras su primera aparición en el serial Genesis of the Daleks (1975).
Los Daleks fueron creados por el escritor Terry Nation, que intentaba hacer una alegoría de los nazis, ya que el mayor propósito de los Daleks es "exterminar" todas las razas inferiores; y el diseñador fue Raymond Cusick. Los Daleks aparecieron en el segundo serial del programa, The Daleks (1963–64), causando una reacción tremenda en los niveles de audiencia y en el público.

## Música

### Tema musical
La adaptación original de 1963 del tema para Doctor Who ha sido considerada como una pieza de música electrónica innovadora e importante, y Doctor Who fue la primera serie de televisión del mundo en tener un tema musical realizado completamente con instrumentos electrónicos.
El tema original fue compuesto por Ron Grainer y arreglado por Delia Derbyshire, del BBC Radiophonic Workshop, con la ayuda de Dick Mills. Se crearon varias partes a partir de repeticiones de una serie de notas de piano y osciladores y filtros. La adaptación de Derbyshire sirvió, con pequeñas ediciones, hasta el final de la temporada 17 (1979-80).
Para la temporada 18, se hizo un arreglo más moderno y dinámico por parte de Peter Howell, que sería reemplazado por la versión de Dominic Glynn en la temporada 23 (The Trial of a Time Lord, 1986). Keff McCulloch proporcionó la nueva adaptación para la época del Séptimo Doctor que duró desde la temporada 24 (1987) hasta la suspensión de la serie en 1989. Para la nueva serie de 2005, Murray Gold proporcionó la nueva melodía que utilizaba samples del tema original de 1963 con nuevos elementos añadidos. En el episodio de Navidad de 2005, Gold introdujo una versión modificada para los créditos de cierre del tema utilizada hasta ese momento. En 2010, en En el último momento, se estrenaría un nuevo arreglo del tema, también a cargo de Murray Gold, que perduraría hasta septiembre de 2010, y en el especial de diciembre de 2010, Murray Gold estrenaría su tercer arreglo de la sintonía, que es el que se utiliza desde entonces.
A comienzos de la década de 1970, Jon Pertwee, que había interpretado al Tercer Doctor, grabó una versión del tema musical con letra titulada "Who Is The Doctor". En 1988, la banda musical The Justified Ancients of Mu Mu (más tarde conocida como The KLF) lanzó el sencillo Doctorin' the Tardis utilizando como nombre The Timelords, que alcanzó el primer puesto en el Reino Unido y el segundo en Australia. Otros han realizado covers del tema como Orbital, The Pogues, Pink Floyd en directos y los comediantes Bill Bailey y Mitch Benn.

### Música ambiental
La mayor parte de la música accesoria para Doctor Who se encargó a compositores independientes, aunque durante los primeros años se utilizó música de archivo, además de extractos ocasionales de grabaciones originales o versiones de música popular de grupos como The Beatles o The Beach Boys.
La música ambiental para el primer episodio, An Unearthly Child, fue compuesta por Norman Kay. Muchas de las historias del Primer Doctor utilizaban música del compositor Tristam Cary. Otros compositores de este periodo fueron Richard Rodney Bennett, Carey Blyton y Geoffrey Burgon. El músico más frecuente durante los primeros quince años fue Dudley Simpson que también compuso música para Blake's 7, finalizando en 1979. También realizó un cameo en The Talons of Weng-Chiang, como director de un music-hall.
Tras el serial The Leisure Hive (1980), la música accesoria fue asignada al Radiophonic Workshop. Paddy Kingsland y Peter Howell contribuyeron durante este periodo además de otros como Roger Limb, Malcolm Clarke y Jonathan Gibbs. Radiophonic Workshop dejó el trabajo tras The Trial of a Time Lord y Keff McCulloch se convirtió en el compositor principal, con las contribuciones de Dominic Glynn y Mark Ayres.
La música incidental a partir de 2005 fue compuesta por Murray Gold, aunque en la serie también se utilizan extractos de música pop de la década de 1980, 1990 y 2000. El 4 de diciembre de 2006 se puso a la venta el primer disco con la banda sonora de la serie.

### Efectos de sonido
Los escenarios y temas de ciencia ficción de Doctor Who crearon la necesidad de crear efectos sonoros para la serie, aunque sonidos comunes fueron utilizados a partir de grabaciones de serie. Debido a que Doctor Who comenzó antes de la proliferación de los sintetizadores, parte del equipo utilizado para crear los efectos de sonido fue construido por el BBC Radiophonic Workshop.
Casi todos los efectos sonoros durante los años sesenta fueron creados por Brian Hodgson, que trabajó para la serie desde su comienzo hasta principios de la década de 1970, cuando le sustituyó Dick Mills. Hodgson creó cientos de piezas de efectos de sonido desde disparos de armas de rayos a dinosaurios, además del efecto sonoro de desaparición y reaparición de la TARDIS y las voces de los Daleks.
La fuente que utilizó Hodgson para el efecto de la TARDIS fue el sonido de sus llaves deslizándose arriba y abajo arañando las cuerdas de un piano antiguo, y grabándolo al revés. La voz de los Daleks se obtuvo al pasar las voces de los actores por un modulador de anillo y utilizando la distorsión propia de los micrófonos y amplificadores de esa época. Sin embargo, el sonido cambiaba porque no se anotaron las frecuencias utilizadas en el modulador de anillo.

## Índices de audiencia
Doctor Who siempre se ha emitido en BBC One, consiguiendo audiencias de millones de telespectadores. A finales de la década de los setenta alcanzó su máxima popularidad con audiencias de hasta 12 millones. Durante la huelga de la ITV de 1979, el índice de audiencia alcanzó los 16 millones. Ninguna emisión de un episodio de Doctor Who ha tenido menos de 3 millones de telespectadores, aunque a finales de los años ochenta, audiencias de 3 a 5 millones se consideraban pobres, lo que, según la BBC, causó la suspensión del programa.
En el primer episodio de la serie de 2005, Rose, se consiguió un índice de audiencia de 10,81 millones, el tercero más alto de BBC One en esa semana y el séptimo de toda las cadenas de televisión. La temporada de 2005 obtuvo una media de 7,95 millones de espectadores, y la de 2006 una audiencia media de 7,71 millones. El episodio Rise of Cybermen consiguió 9,22 millones de espectadores. El programa consiguió la quinta mayor audiencia de todos los tiempos desde la segunda parte del serial The Ark in Space de 1975.
El programa también ganó un apoyo considerable en Australia, posiblemente como resultado de la cercana relación entre la BBC y la ABC. Se ha vuelto a retrasmitir la serie clásica en Australia desde septiembre de 2003 a febrero de 2006 y las nuevas series se han emitido desde ABC y UK.TV.
La serie tiene un grupo de seguidores en Estados Unidos, donde se emitió desde los años 1970 a 1990, principalmente por PBS. Nueva Zelanda fue el primer país extranjero en emitir Doctor Who comenzando en septiembre de 1964, continuando durante años y emitiendo la nueva serie a partir de 2005. En Canadá, el programa comenzó en enero de 1965, pero la CBC solo emitió los primeros 26 episodios. TVOntario comenzó a emitir en 1976 desde el serial The Three Doctors (1973) hasta la temporada 24 en 1991.
Solo cuatro episodios se han estrenado en otros canales que no sean BBC One. En el especial de aniversario de 1983, The Five Doctors, que se emitió el 23 de noviembre en la cadena WTTW de Chicago y otras cadenas de PBS dos días antes que en BBC One. La historia Silver Nemesis que se emitió con los tres episodios editados en un formato de recopilación en Television New Zealand, después de que el primer episodio se emitiese en el Reino Unido, pero no los dos finales. Y la película de 1996 que se presentó en CITV-TV de Edmonton el 12 de mayo, quince días antes que en BBC One y dos días antes que Fox en Estados Unidos.
Hasta octubre de 2006, la segunda serie ha sido emitida o se está emitiendo de forma semanal en: Alemania (Pro 7, Syfy, Fox, One), Australia (ABC), Bélgica (één), Brasil (People+Arts), Canadá (CBC en inglés y Ztélé en francés), Dinamarca (Danmarks Radio), Finlandia (TV2), Francia (France 4, NRJ 12), Hong Kong (ATV World), Hungría (COOL TV de RTL Klub), Israel (Yes Weekend), Italia (Jimmy, Rai 4), Japón (BS-2 de NHK), Malasia (Astro), Países Bajos (Nederland 3), Nueva Zelanda (Prime TV y BBC UKTV), Noruega (NRK), Polonia (TVP 1), Portugal (People+Arts), Rusia (STS TV), España (TVG, TV3, Aragón Televisión, People+Arts, Televisión Canaria, Canal 2 Andalucía, Clan TVE, SciFi, ETB1, Boing, Pluto TV y SyFy), Brasil (Globoplay), Hispanoamérica (People+Arts, BBC HD, BBC Entertainment, SYFY, Crackle, Europa+), Colombia (Señal Colombia y Telepacifico), Corea del Sur (KBS2), Tailandia (BBTV 7), Turquía (Cine5), Estados Unidos (Sci Fi, BBC America, AMC+), México (BBC Entertainment y ocasionalmente por TV Mexiquense), Grecia (Skai TV) y Style UK para Oriente Próximo, África del Norte y Levante. La serie también ha sido vendida, pero no emitida en Suecia (SVT) y Rumanía (TVR). Se diseñó un logotipo especial para la emisión en japonés con la katakana ドクター・フー (rōmaji, Dokutaa Fuu). de los episodios de la serie de 2005 se emitieron en Canadá un par de semanas después que en el Reino Unido, debido a que la cancelación de la NHL de 2004-05 dejó huecos en la programación de la CBC. Para la audiencia canadiense, Christopher Eccleston grabó introducciones especiales en video, incluyendo preguntas como un concurso a los espectadores y fragmentos del documental Doctor Who Confidential.

### Fandom
Doctor Who ha conseguido un número importante de seguidores. Siendo Gallifrey Base el foro de Internet más popular de la serie. El término Whovian (similar a Trekkie para los seguidores de Star Trek) es utilizado por la prensa para hacer referencia a los aficionados del programa.
Por esto mismo, y al igual que otros fandoms de series grandes, Doctor Who tiene grupos que crean sus propias producciones basadas en la serie. Estas varían desde historias, cuentos, videos e incluso audio dramas que suelen ser muy comunes en Reino Unido.

### Películas
Podemos encontrar dos películas de Doctor Who: Dr. Who and the Daleks (1965) y Daleks' invasion Earth 2150 A.D. (1966). Ambas son historias ya contadas en la serie, pero con mayor presupuesto y con algún cambio con respecto a la historia original.
En estas películas Peter Cushing interpreta a un científico llamado Dr. Who que viaja con su nieta y su sobrina, entre otros acompañantes, en una máquina del tiempo que ha inventado.
Además, se había pensado en hacer más películas, incluyendo una secuela, The Chase, vagamente relacionada con la historia de la serie original, además de muchos intentos de películas para televisión y producciones para la gran pantalla con la intención de revivir al Doctor Who original después de que la serie original se cancelara.
Paul McGann apareció en la única película para televisión como la encarnación del octavo Doctor. Después de la película, continuó su papel en audio libros y fue confirmado que sería la encarnación del octavo doctor en un flashback de un miniepisodio en 2005 en una reposición que, efectivamente uniría las dos series con la película.
En 2011, David Yates anunció que había empezado a trabajar con la BBC en una película del Doctor Who, un proyecto que tomaría más de tres años. Yates indicó que la película tomaría un enfoque diferente al Dr Who, a pesar de que Steven Moffat declaró más tarde que cualquier película de este tipo no sería un reinicio de la serie y una película debería ser realizada por el equipo de la BBC y protagonizada por el actual Doctor de la serie de televisión.

### Derivados
Doctor Who ha tenido numerosas versiones teatrales. A comienzos de los años 1970, Trevor Martin interpretó el papel en la obra teatral Doctor Who and the Daleks in the Seven Keys to Doomsday con la actriz Wendy Padbury. A comienzos de la década de 1990, Jon Pertwee y Colin Baker interpretaron ambos al Doctor en un musical titulado Doctor Who - The Ultimate Adventure. En dos actuaciones, en la que Pertwee se encontraba enfermo, fue sustituido por David Banks.
El Doctor también ha aparecido en dos películas llevadas al cine: Dr. Who and the Daleks de 1965 y Daleks - Invasion Earth 2150 AD de 1966. Ambas, esencialmente, vuelven a contar las historias The Daleks (1963) y The Dalek Invasion of Earth (1964), con mayor presupuesto y alteraciones del concepto de la serie. En las películas, Peter Cushing interpretó a un científico humano llamado Dr. Who, que viajó con sus dos nietas y otros compañeros en una máquina del tiempo que inventó. Debido a los cambios, las películas no forman parte de la continuidad de la serie, aunque la versión del personaje de Cushing reaparecería en tiras cómicas y obras literarias, como intento de reconciliar ambas partes.
En 1981 se emitió un episodio piloto para un spin-off, K-9 and Company, con Elisabeth Sladen interpretando su papel de acompañante Sarah Jane Smith y John Leeson como la voz de K-9, y aunque este episodio se incorporó a la continuidad de Doctor Who en The Five Doctors (1983) y Reunión escolar (2006), la serie no llegó a realizarse.
Los libros de Doctor Who se han publicado desde mediados de la década de 1960 hasta la actualidad. El Doctor también apareció en radioteatros y webcasts como la serie de ocho partes de BBC 7 de 2006 con Paul McGann. También se prepararon conceptos artísticos para una serie animada de Doctor Who por parte de la compañía Nelvana en los años ochenta, pero la serie no se realizó.
Tras el éxito de la serie de 2005 producida por Russell T Davies, la BBC encargó a Davies una serie derivada de 13 episodios titulada Torchwood, ambientada en la Gales actual y cuyo tema es la investigación de actividades y crímenes producidos por alienígenas. La serie comenzó su emisión en BBC Three el 22 de octubre de 2006. John Barrowman vuelve a su papel de Jack Harkness de la temporada de 2005 de Doctor Who. La serie se grabó en verano y otoño de 2006 y dos actrices que aparecieron en la serie Doctor Who también protagonizan esta serie: Eve Myles del episodio Los muertos inquietos y Naoko Mori del episodio Alienígenas en Londres. También se hizo una serie para niños protagonizada por K-9, pero no por parte de la BBC.
Una segunda serie derivada, titulada The Sarah Jane Adventures, con Elisabeth Sladen como Sarah Jane Smith, fue creada por CBBC y se estrenó el día de año nuevo de 2007. Una segunda temporada la siguió en 2008, con la vuelta del brigadier Lethbridge-Stewart. En 2009 se estrenó la tercera temporada, que cuenta con la aparición de David Tennant con el Décimo Doctor. En 2010, Matt Smith aparecería como el Undécimo Doctor junto a la antigua acompañante Jo Grant (Katy Manning). La serie cesó su emisión en 2011, tras el fallecimiento de Sladen.
También se estrenó una serie animada, The Infinite Quest, a la vez que la temporada de 2007 de Doctor Who, como parte de las series de televisión para niños Totally Doctor Who.
En octubre de 2015 se anunció una tercera serie derivada titulada Class, escrita por Patrick Ness y que con constaría de ocho episodios y sería estrenada en 2016.

### Episodios benéficos
En 1993, coincidiendo con el trigésimo aniversario de la serie, se produjo un especial titulado Dimensions in Time para Children in Need de la BBC, donde figuraban los actores vivos que interpretaron al Doctor y una gran cantidad de los antiguos acompañantes.
En 1999, otro especial, Doctor Who and the Curse of Fatal Death, se realizó para Comic Relief, y más tarde se puso en venta en VHS. Se trataba de una parodia de la serie, dividida en cuatro segmentos, imitando al formato de serial. En la historia, el Doctor (Rowan Atkinson) se encontraba con el Amo (Jonathan Pryce) y los Daleks. El guion fue escrito por Steven Moffat, que después escribiría varios guiones entre 2005 y 2010 y se convertiría en el nuevo productor ejecutivo y showrunner de la serie a partir de 2010. El 18 de noviembre de 2005, se emitió "minisodio" de siete minutos como parte del teletón de Children of Need, que se tituló Nacido de nuevo en su publicación en DVD y que fue la primera interpretación extensiva de David Tennant como el Décimo Doctor, y en 2007 se emitió otro minisodio similar titulado Choque temporal en el que regresó como invitado Peter Davison como el Quinto Doctor.

### Cómics
Desde 2014 la editorial británica Titan Comics publica series regulares de Doctor Who que se integran en el canon oficial de la serie, siendo sus principales cabeceras las series del Décimo, Undécimo y Duodécimo Doctor, además de números especiales y crossovers entre diferentes encarnaciones del Doctor. En España los cómics de Doctor Who, a un ritmo muy inferior al de Titan Comics, son publicados por Fandogamia Editorial desde 2018.

### Parodiasy apariciones
Doctor Who ha sido satirizado y parodiado en numerosas ocasiones por comediantes como Spike Milligan y Lenny Henry. También ha sido satirizado en programas como Saturday Night Live, The Chaser y Mystery Science Theater 3000.
La cuarta encarnación del Doctor, la más reconocida entre la audiencia estadounidense, ha aparecido en varios episodios de Los Simpson. También hay un pequeño guiño en el primer episodio y en el decimosegundo de la sexta temporada de la serie de animación Padre de Familia. Existe una parodia pornográfica protagonizada por los Dalek, los enemigos del Doctor 1. Durante el episodio especial de Navidad de la serie cómica Mr Bean en 1992, se ve al protagonista jugar en un pesebre con juguetes de niños donde un Dalek le dispara a una pequeña cabra y a un Tyrannosaurus rex.
Varias de sus encarnaciones aparecieron en forma de ponis en algunos capítulos de My Little Pony: Friendship is Magic, todos ellos tenían como Cutie Mark (la marca que identifica la habilidad personal de un pony) un reloj de arena. El más recurrente en el programa es un poni marrón de melena en forma de cresta, también marrón, que guarda gran parecido con el Décimo Doctor, al que los fanes han dado el nombre de "Doctor Whooves", durante la celebración del capítulo 100 de la serie se hace una referencia clara a Tom Baker con su famosa larga bufanda de colores.
En la película Looney Tunes: De nuevo en acción cuando están en el Área 52 aparecen varios Daleks disparando. La frase "La Resistencia es fútil", dicha por los borg en "Star trek: La nueva generación" es parecida a la pronunciada por los Daleks "la resistencia es inútil". En la serie "Eureka", Zane Donovan nombra varias veces la Tardis; cuando está buscando información dentro del gobierno para Fargo le pregunta: "qué necesitas, planos del pentágono, del área 51, de la Tardis?". En el capítulo 20 de la 6.ª temporada de Futurama, "All the Presidents´heads", se ve brevemente salir al 4.º Doctor de un aerobús de dos pisos para entrar en la Tardis.
También se nombra a "Doctor Who" en el capítulo 14 "The Beta Test Initiation" de la 5° temporada de la serie The Big Bang Theory, donde Amy le dice a Sheldon: "Doctor Who de veras tiene una fijación con el Londres actual". Después Penny le comenta a Leonard (en la misma escena) "Reporte de error: Cuando un chico me invita a pasar un rato con él, puede que planee algo más interesante que juntarse en su casa y ver la televisión", Leonard le responde "¿Incluso el Doctor Who?". Y además Sheldon asegura ver todos los domingos dicha serie.
También, durante el 4.º episodio de la 8.ª temporada de Grey's Anatomy, «What Is It About Men», hay un guiño a la serie; llegan nuevos pacientes al hospital, como consecuencia de una estampida durante una convención de cómics, debido a que se ofrece un número limitado de reproducciones de la TARDIS a los primeros en llegar. También se hace una mención a doctor who en la serie Supernatural, en un capítulo en el que se puede llegar a oír un grito que dice "¡Ni viajando en la TARDIS se podría solucionar esto!".
En la serie Nikita, durante el segundo episodio de la tercera temporada, Birkhoff se apodera de una ametralladora teledirigida y cuando empieza a disparar dice "¡Exterminar, exterminar!" imitando la voz de un Dalek.
Aparición de la nave Tardis en el episodio de Channel 4, "Arrivederci Roma" de la serie Chelmsford 123, emitido en 1988. Durante una secuencia aparece al fondo del paisaje, en segundo plano, la nave y de ella sale un personaje unos breves instantes para regresar y desaparecer de nuevo.
En la serie Community, dos de los protagonistas se vuelven fanáticos de una serie ficticia llamada "Inspector Espaciotiempo", una clara parodia de Doctor Who, en la que un viajero del tiempo denominado "Inspector" se enfrenta a sus archienemigos los Blorgons (parodia deliberadamente chapucera de los Daleks) mientras viaja con su ayudante en una cabina de teléfonos londinense. La presencia de la parodia llega al punto de dedicar un episodio de la cuarta temporada a una convención de fanáticos del Inspector Espaciotiempo. Travis Richey, actor que interpreta a "El Inspector" en la serie americana propuso crear una serie web spin-off sobre "Inspector Espaciotiempo", sin embargo, fue rechazado por NBC y Sony. Richey empezó una campaña en Kickstarter para financiar la web serie con aportaciones de los fanes y creó un teaser animado, por el cual los abogados de Sony solicitaron que la producción fuese cancelada. Sin embargo, la serie continuó su proceso de creación, eliminando referencias al nombre 'Inspector Espaciotiempo' y la apariencia de los personajes cambiada. La web serie se re-nombró a Untitled Web Series About a Space Traveler Who Can Also Travel Through Time (Web serie sin nombre sobre un viajero del espacio que también viaja por el tiempo) y recibió aclamación de la crítica, siendo incluida en la lista de USA Today sobre las mejores Web-series de 2012.
En la película biográfica sobre Stephen Hawking (The Theory of Everything {2014}) se ve a Hawking jugando en su silla de ruedas eléctrica y con su característica voz computarizada diciendo "Exterminate! Exterminate!" en referencia a los Daleks.
En España, la última aventura del popular personaje de cómic Superlópez, creada por JAN y titulada El ladrón del tiempo, es un homenaje a Doctor Who. En ella aparecen la TARDIS (llamada aquí la "tardans"), el destornillador sónico (aquí llamado "destornillador ultrafónico"), los Daleks (aquí llamados "los traleks") y el mismo doctor, que se identifica como un señor del tiempo del planeta Gallinafría.
En el episodio tres de la séptima temporada de Supernatural, Sam Winchester se reencuentra con una vieja amiga cuya nueva identidad es Amy Pond. Este bien podría ser un guiño mínimo, pero puede notarse la ironía en la voz de Sam al pronunciar su nombre.
En la película Ted 2 aparece un Dalek en una "Comic-Con", cuando Ted entra en la convención para alejarse de Johnny, tras una disputa con este.
En el juego de computadora del año 1997 Fallout: A Post Nuclear Role Playing Game, en un encuentro especial aleatorio en el yermo de california, el habitante del refugio (The Vault Dweller) alcanza a ver una caseta policial azul británica en medio del desierto al acercarse el personaje a la caseta la luz en el techo empieza a parpadear y en un instante desaparece con un sonido muy particular dejando tras de si un detector de movimiento (motion Detector), una clara referencia a la TARDIS del Doctor.
En BoJack Horseman en cierto momento confunden a un doctor llamado hu por el doctor Who.
En el juego para celular Guardian Tales en una misión secundaria del mundo 9, la TARDIS aparece en uno de los niveles y es necesario interactuar con ella para conseguir un Trozo de estrella.

### Productos
Desde su inicio, Doctor Who ha generado cantidades importantes de productos relacionados con el programa, desde juguetes a juegos, cromos, tarjetas postales y figuras de acción. Entre los productos destacan juegos de mesa (Doctor Who - The Game of Time and Space de 1980 y Doctor Who - Battle for the Universe de 1989), juegos de rol (The Doctor Who Role Playing Game de 1985, Time Lord - Adventures through Time and Space de 1991 y Doctor Who: Adventures in Time and Space de 2009), libros juego, un pinball de 1992 y videojuegos (Doctor Who: The First Adventure de 1983, Doctor Who and the Warlord de 1985, Doctor Who and the Mines of Terror de 1985, Dalek Attack de 1992 y Destiny of the Doctors de 1997, así como Roland in Time de 1984 y Roland in Space de 1985, adaptaciones no oficiales de Doctor Who para Amstrad CPC). Para PC y Mac se desarrolla "City of Daleks".

## Premios
A pesar de la larga duración de la serie original, Doctor Who recibió poco reconocimiento crítico en su momento. En 1975, la temporada 11 de la serie ganó el premio Writers' Guild al mejor guion para un serial infantil. En 1996, el programa fue votado como el "Drama Más Popular" de la BBC, superando a series como EastEnders y Casualty. En 2000, Doctor Who alcanzó el tercer puesto en la lista de los 100 mejores programas británicos de televisión, producida por el British Film Institute y votada por profesionales de la industria. En 2005, la revista SFX publicó una encuesta sobre las mejores series británicas de ciencia ficción de televisión, donde el programa Doctor Who consiguió la primera posición.
La serie moderna sí ha recibido premios de crítica y público. En 2005, en los Premios Nacionales de Televisión, Doctor Who ganó el premio de "Drama Más Popular", Christopher Eccleston el de "Actor Más Popular" y Billie Piper el de "Actriz Más Popular". La serie y Piper volvieron a ganar sus respectivos premios en 2006 y David Tennant, el Décimo Doctor, el de "Actor Más Popular". Una escena del episodio The Doctor Dances ganó el "Momento de Oro" de los premios "Momentos de TV de 2005" de la BBC, además de ganar las votaciones a Mejor Drama de la web BBC.co.uk en 2005 y 2006. El programa también ganó el premio a Mejor Drama de la revista Broadcast.
Doctor Who fue nominado a la Mejor serie dramática de los premios de la Royal Television Society en 2006, pero perdió frente a la serie Bodies. El programa también ha recibido varias nominaciones para los premios de Broadcasting Press Guild de 2006, para Mejor Drama, Mejor Actor, Mejor Actriz y Mejor Guionista, aunque no ganó ninguno.
Desde el regreso de la serie en 2005, Doctor Who se ha llevado el Premio Hugo a la mejor representación dramática de duración corta en seis de las siete ediciones desde entonces, teniendo varias nominaciones cada año. Fueron premiados en 2006 el episodio doble El niño vacío/El Doctor baila, en 2007, La chica en la chimenea, en 2008, Parpadeo, en 2010, Las aguas de Marte, en 2011, el episodio doble La Pandórica se abre/El Big Bang, y en 2012, La mujer del Doctor. Otros episodios nominados al premio que no llegaron a ganarlo fueron Dalek, El día del padre, El ejército de fantasmas/El Juicio Final, Reunión escolar, Naturaleza humana/La familia de sangre, Silencio en la biblioteca/El bosque de los muertos, Gira a la izquierda, El siguiente Doctor, El planeta de los muertos, Un cuento de Navidad, Vincent y el Doctor, La chica que esperó y Un hombre bueno va a la guerra, haciendo un total de 19 nominaciones con 6 victorias.
El 27 de marzo de 2006, se hizo pública la preselección de candidatos para los Premios BAFTA, donde Doctor Who fue nominada para los premios a Mejor serie dramática, Mejor Guionista, Mejor Director y Nuevo Talento. El 22 de abril, el programa ganó cinco categorías de 14 nominaciones en los BAFTA Cymru, para programas realizados en Gales. El 7 de mayo, se anunció los ganadores del BAFTA y Doctor Who ganó el premio a Mejor serie dramática.

## Homenajes
Como parte de la serie "Millennium 1999", el Servicio Postal Real de Reino Unido emitió una estampilla titulada "Dr. Who", ilustrada con un Dalek.

### Sitios oficiales
- Doctor Who en BBC (en inglés)
- Doctor Who en BBC America (en inglés)
- Doctor Who en CBC (en inglés)
- Doctor Who SciFi (en inglés)